# Chiesa di San Giovanni Evangelista (Gravina in Puglia)
La chiesa di San Giovanni Evangelista è un luogo di culto cattolico che si trova nel centro storico di Gravina in Puglia.

## Storia e descrizione
La chiesa ha uno stile molto semplice essendo priva di una grande facciata di prospetto e di un piazzale antistante.
Fu costruita per volontà del vescovo Francesco Bossi per la cura di quelle anime che abitavano in gran numero le grotte del rione Piaggio. Nella prima metà del 1714 il cardinale Vincenzo Maria Orsini fu inviato a Gravina in Puglia come visitatore apostolico essendo a lungo rimasta senza vescovo, causa per cui la città navigava in un grave degrado civile e religioso. Il cardinale visitò la chiesa e consacrò un altare in onore della Beata Vergine Maria, definita dal popolo Mater Gratiae. La piccola chiesa venne ampliata nel 1851.
La chiesa è ad una navata con due altari: quello maggiore, adorno della statua di Maria con il Bambino Gesù in legno e quello laterale con una statua di Sant'Anna. L'ingresso della chiesa è costituito da un arco in tufo con un'edicola che racchiude il quadro dalla nonna di Gesù.